# Sexual Freedom Awards
Els Sexual Freedom Awards és un esdeveniment britànic anual que honora els èxits assolits en les indústries de la sexualitat i l'eròtica arreu del món.
Fundats el 1994 per l'activista Tuppy Owens, els premis foren anomenats d'antuvi "Erotic Oscars", fins que es va haver de canviar el nom per motius legals. Foren anomenats "Erotic Awards" del 2002 fins al 2013 quan es van convertir en el qual ara es coneix com a Sexual Freedom Awards. L'acte de lliurament de premis és un esdeveniment anual a Londres amb un esdeveniment de semifinals i les finals celebrades al "Sex Maniacs Ball" però actualment és una nit de premis completamenta per dret propi. El Leydig Trust organitza aquests esdeveniments amb l'objectiu de recaptar fons per a l'"Outsiders Club", una organització benèfica que dona suport a les persones amb discapacitat que busquen parella.
Els Erotic Awards tenien vint-i-una categories, incloses "activista", "treballador sexual", "artista de striptease", "Moda", "Acadèmic", "escriptor", i "pel·lícula". Les candidatures provenen del públic, i tres finalistes de cada categoria són seleccionats pel "Gran Jurat de Sensualitat Conscient". Els guanyadors s'anuncien durant la cerimònia, on també s'exposa i interpreta el treball dels finalistes. Tots els guardonats reben el trofeu de la firma dels Erotic Awards, el "Flying Penis" (penis volador).

## Guardonats

### 1994
- Millor publicació eròtica - Journal of Erotica
- Dispositiu eròtic més agradable - Get Wet's Silicone Dildos
- Millor escriptor eròtic - Carol A. Queen
- Millor pel·lícula/vídeo eròtic - The Cement Garden
- Activista per la llibertat sexual - Nettie Pollard
- La innovació més excitant - Cyber SM
- Millor artista eròtic - Tracy Gilroy
- Millor fotògraf eròtic - Housk Randall
- Figura Pública Britànica més valenta - Peter Tatchell
- Millor dissenyador de roba - Kate Mitchell
- Pel·lícula o vídeo més alliberador sexual - Self Loving
- Millor show eròtic de televisió britànic - Hookers, Hustlers, Pimps & their Johns
- Millor campanya de sexe segur - AIDS Helpline (Health Education Authority)
- Premi a tota una vida - Derek Jarman[7]
- Artista de l'any - Monica Guevara[7]

### 1995
- Publicació de l'any - Scenario Magazine[7]
- Producte Sexual - Kegelciser
- Fotògraf Eròtic - Giles Berquet[7]
- Artista Eròtic - Monica Guevara
- Escriptor Eròtic - Marilyn Hacker
- Llibre eròtic - Rituals of Love - Sexual Experiments, Erotic Possibilities
- Premi Especial - Safer Sexy - The Guide to Gay Sex Safely
- Artista de Perfomance - Franco B.
- Vídeo/pel·lícula eròtica - Torture Garden
- Art Corporal Eròtic - Simon & Tota
- Celebritat més sexy - Jilly Gooldon
- Activistes per la Llibertat Sexual - Roland Jaggard/Colin Lasky/Tony Brown[7]
- Dissenyador de roba actual - Anela Takach
- Esdeveniment Eròtic - Smut Fest
- Premi a tota una vida - Anthony Grey
- Shock Horror Award, per desastres per la nostra llibertat sexual- Criminal Justice Act

### 1996
- Treballador sexual - Bella Lamu[7]
- Publicació eròtica - The Organ
- Fotògraf Eròtic - China Hamilton
- Artista Eròtic - Red Hot Metal
- Escriptor Eròtic - Piglet
- Dissenyador de roba - Gaile McConaghie
- Pel·lícula/vídeo/videojoc - The Reality Harness
- Club Eròtic/Esdeveniment - Tribal Rhythms
- Activista per la llibertat sexual - Mark Dyer
- Activista de l'Any - Chad Varah CBE[7]
- Innovació - Fetters elastic mesh mask
- Premi Especials - Chad Varah & David Webb

### 1997
- Treballador sexual femení - Lucy Demeanour
- Treballador sexual masculí - Sleazy Michael
- Publicació eròtica - 3rd Illustrated Anthology Of Erotica
- Fotògraf Eròtic - Trevor Watson
- Artista Eròtic/Il·lustrador - Paula Meadows
- Escriptor Eròtic - Pan Pantziarka
- Performer Eròric - Jeremy Robins
- Dissenyador de roba - E. Garbs
- Vídeo/pel·lícula eròtica - Butt Buddies
- Club Eròtic/Esdeveniment - Whiplash Summer Pleasure Zone
- Innovació - Liquid Latex
- Activista per la llibertat sexual - Rob Grover
- Stripper - Roxi[7]
- Premi Especial - Peter & Jenny

### 1998
- Artista de Striptease (femení) - Charlie
- Artista de Striptease (masculí) - Rumpshaker
- Publicació - Flirt!
- Fotògraf - Mike Lake-McMillan
- Artista/Il·lustrador - Jon Blake
- Escriptor - William Levy
- Artista de Perfomance - Angels of Disorder[7]
- Dissenyador de roba - Surrender
- Club o Esdeveniment - Glasgow Hellfire Club & Wedding
- Pel·lícula o vídeo - Kama Sutra
- Innovació - Plug-in Tail
- Activista - Nicky Akehurst
- Premi a tota una vida - Kathy Acker
- Premi a tota una vida - Deborah Ryder

### 1999
- Artista - Shin Taga
- Activista per la llibertat sexual - Tim Summers
- Dissenyador - Birgit Gebhardt (Deadly Glamour)
- Artesà - Alex Jacob[7]
- Vídeo - Annie Sprinkle's Herstory of Porn
- Documental de televisió - Susie Bright's SexPest
- Esdeveniment / Club - Endorfiends
- Premi a tota una vida - Berth Milton Sr.[7]
- Artista de Perfomance - Diamond Lil
- Fotògraf - Dahmane[7]
- Artista de Performance Internacional - Kim Airs
- Publicació - Fetish Times European
- Publicació - Libido[7]
- Treballador sexual - Samantha
- Artista de Striptease (femení) - Katrina Colvert
- Premi Outsiders - Penny Boot

### 2000
- Artista - Julian Snelling
- Activista per la llibertat sexual - Tim Hopkins
- Dissenyador de roba - Basil Vague
- Artesà - B&C
- Pel·lícula/Vídeo - Ecstatic Moments
- Esdeveniment/Club - Fun 4 Two[7]
- Innovació - Roissy Travelling Dungeon
- Artista de Perfomance - RockBitch
- Fotògraf - Roy Stuart
- Publicació - Deviant Desires - Incredibly Strange Sex[7]
- Artista de Striptease (femení) - Arlette
- Artista de Striptease (masculí) - Bronze
- Website - Fetish-net
- Escriptor - Athena Douris
- Premi Outsiders - Michael Solomons
- Premi Especial - Health and Efficiency

### 2001
- Artista - Svar Simpson
- Activista per la llibertat sexual - Ana Lopes
- Dissenyador de roba - Sophie Jonas
- Artesà - Karin Scholz
- Cabaret Eròtic - Cat and Mouse
- Esdeveniment/Club - S/M Gay Nights at the Hoist
- Film, Video - Digital Sex[7]
- Innovació de l'Any - Jo King's London School of Striptease[7]
- Artista de Perfomance - Rosie Lugosi
- Fotògraf Eròtic - Petter Hegre
- Publicació eròtica - Digital Diaries
- Treballador sexual - Mary-Anne Kenworthy
- Artista de Striptease (femení) - Max
- Artista de Striptease (masculí) - Leather Ian
- Web Site - What's Yours
- Escriptor - Marilyn Jaye Lewis
- Premi Outsiders - Maz Peri
- Premi Especial - Lyndsay Honey

### 2002
- Artista: Carolyn Weltman - http://www.artforengineers.com/
- Llibre eròtic: Baby Oil and Ice - striptease in East London. Edited by Lara Clifton. ISBN 1 899344 853 www.thedonotpress.co.uk
- Activista per la llibertat eròtica: Ted Goodman
- Artesania: Shiri Zinn[7]
- Amistat amb la discapacitat: ukfetish.info
- Documental: My Body, My Business. A KEO films production for Channel 4
- Esdeveniment/Club: SFC Conference 2002: Reclaiming Sex.
- Dissenyador de moda: Wayne
- Llargmetratge: Baise-moi Director: Virginie Despentes. Lucía y el sexo. Director: Julio Medem.
- Vídeo hardcore: Dark Angels (USA). Directed by Nic Andrews. Produced by New Sensations.
- Revista: Deliciae Vitae www.deliciaevitae.com
- Artista de Perfomance: Cat & Mouse
- Fotògraf: Alva Bernadine http://www.bernadinism.com/
- Joguina Sexual: I Rub My Duckie
- Treballador sexual: Rosie is a beautiful, Rubenesque woman with sparkling blue eyes and long red hair, working as an Escort near Cambridge.
- Artista de Striptease: Gypsy Joe (Male), Cannibal Clippa (Female)
- Website: Sally's Site is the diary of a Sex Kitten. Sally describes herself as: "a liberated girl from north-west London who is openly exploring her sexuality."
- Escriptor: Michael Perkins
- Premi a tota una vida: Burnel Penhau Also known as "Transformer" (1 juny 1964 to 5 Aug 2002).
- Premi del Jurat: Erich Von Gotha
- Premi Outsiders: James Palmer. J

### 2003
- Artista de l'any - Tom Sargent (London)
- Activista de l'Any - Paul Tavener (Portsmouth)
- Esdeveniment/Club de l'any - The Whoopee Club (London)
- Dissenyador de moda de l'any - Miss Katie (London)
- Film de l'any - Secretary (US)
- Innovació de l'Any - International Workshop Festival 2002 (London)
- Premi a tota una vida - Charles Gatewood (San Francisco); Rockbitch (Luxemburg);[7] Simon Spencer (Manchester)
- Artista de Perfomance de l'any - Tao Warriors (London)[7]
- Fotògraf de l'any - Mariano Vargas (Marbella)[7]
- Publicació de l'any - Kink! (London)
- Striptease Artista de l'any (Female) - Immodesty Blaize (London)[7]
- Striptease Artista de l'any (Male) - Walter (London)
- Treballador sexual de l'any - Seb Cox (London)
- Website de l'any - www.ukrudegirl.com (United Kingdom)
- Escriptor de l'any - Susannah Indigo (Denver)
- Premi Outsiders - Ted O'Dwyer (London)

### 2004
- Publicació - Catherine Merriman
- Dissenyador de moda de l'any - Hussy[7]
- Film de l'any - Zenra Ballet[7]
- Artista de Perfomance de l'any - Mouse[7]
- Premi a tota una vida de l'any - Tomi Ungerer[7]

### 2005
- Artista de l'any - The Secret Museum[7]
- Pel·lícula independent de l'any - Made in Secret - the Story of the East Van Collective[7]
- Website de l'any - Melonfarmers - Watching the Censors Watch What We Watch[7]

### 2006
- Film de l'any 2006: Nomades by Jean-Daniel Cadinot[7]
- Voluntari de l'any - Fosit[7]
- Premi a tota una vida de l'any - Irena Ionesco[7]

### 2007
- Artista - Michael Forbes
- Blog - Viviane's Sex Carnival
- Activista - J.A.M. Montoya[7]
- Club - Club R.U.B.
- Esdeveniment - Discovering the Sensual Goddess Within
- Moda - Totally Trashed by Karin Helen, London
- Film, Independent - Silken Sleeves
- Film, Comèdia independenet - Carry On Mouse
- Film, llargmetratge - Shortbus
- Innovació - Abby Winters Website
- Premi del Jurat - Max Emadi
- Premi a tota una vida - Derek Cohen
- Artista de Perfomance - Ekaterina
- Fotògraf - Christian Petersen
- Pioner - Taschen
- Pioner - Candida Royalle
- Pioner - Melanies
- Pole Dancer - Franca
- Artista Porno - Eva Vortex
- Publicació - Gender and Sexuality
- Treballador sexual, femení - Ariana Chevalier
- Treballador sexual, masculí - Sleazy Michael
- Artista de Striptease femení - Roxy
- Artista de Striptease, masculí - Mat Fraser
- Programa de televisió - Let's Talk Sex
- Website - SkinMarvin.com
- Escriptor - Mathilde Madden
- Premi Outsiders - Karen and Mark Hoffman
- Premi Outsiders - Nick Wallis
- Premi Outsiders - Want

### 2008
- Activista de l'Any - Meena Seshu[7]
- Esdeveniment de l'any - The Love Art Laboratory[7]
- Polític de l'any - Lord Richard Faulkner[7]
- Polític de l'any - Baronessa Sue Miller[7]
- Escriptor de l'any - James Lear[7]
- Tribut - Bob Flanagan (27 de desembre de 1952 – 4 de gener de 1996)[7]

### 2009
- Activista de l'Any - The Australian Sex Party[7]
- Artista de Striptease femení de l'any - Minky Mix[7]
- Fotògraf de l'any - Victor Ivanovsky[7]
- Activista de l'Any - Reverend David Gilmore[7]

### 2010
- Acadèmic - Dr Antony Lempert[8]
- Artista - Art Tart[8]
- Blog - Dr Petra's Blog[8]
- Activista - Clair Lewis[8]
- Club i Esdeveniment - Act Art[8]
- Moda - Prangsta[8]
- Llargmetratge - Uncle David[8]
- Innovació - Ladies High Tea Pornography Society UK[8]
- Premi a tota una vida - Sir Guy of The Tawsingham Community and The Other Pony Club[8]
- Premi a tota una vida - Jo King[8]
- Premi a tota una vida - Ian Jackson and Lesley Ann Sharrock[8]
- Premi Outsiders - Victoria McKenzie[8]
- Artista de Perfomance - Raymond-Kym Suttle & Gabriel Szlontai - Brokeback Disco Boys[8]
- Artista de Perfomance - Amelia Cavallo[8]
- Fotògraf - Victor Ivanovsky[8]
- Fotògraf - Sebastian Hyman[8]
- Fotògraf - David Steinberg[8]
- Pioner - Reverend David Gilmore[8]
- Poeta - Ernesto Sarezale (aka The Naked Poet)[8]
- Polític - Anna Arrowsmith[8]
- Polític - Chris Davies[8][9]
- Publicació - The New Joy of Sex[8]
- Treballador sexual, femení - Pye Jakobsen[8]
- Treballador sexual, masculí - Thierry Schaffauser[8]
- Artista de Striptease - Minky Mix[8]
- Website - Saafe[8]
- Escriptora - Jane Fae[8]

### 2011
- Pioner de l'any - Luca Darkholme[7]
- Fotògraf de l'any - Daikich Amono[7]
- Treballador sexual de l'any - Josh Brandon[10][11]

### 2012
- Activista de l'Any - Brook Campaign for Sex and Relationship Education[7]
- Artista de Stripteasea de l'any 2012: Edie Lamort[7]
- Publicació il·lustrada de l'any - Souvenir by RubiCANE[7]
- Publicació escrita de l'any - Madam — Prostitutes – Punters – Puppets by Becky Adams[7]
- Dissenyador de moda de l'any - Monsterlune (Estelle Riviere)[7]
- Treballador sexual femení de l'any - Dolly[7]

### 2013
- Artista de Perfomance - Mr Mistress[5]
- Artista de Striptease - Jewel Inthelotus[5]
- Club/Event - Double R Club[5]
- Acadèmic - Dr Meg Barker[5]
- Artista - Monica Cook[5]
- Blog - Slutever[5]
- Activista - Laura Agustín[5]
- Film - The Sessions[5]
- Innovació - Bottom Spankers (Bert Gilbert)[5]
- Premi a tota una vida - Hilary Spenceley[5]
- Premi Outsiders - Anita Kataraumbe[5]
- Pioner - Cindy Gallop[5]
- Fotògraf - Predrag Pajdic[5]
- Publicació - Jungsheft[5]
- Treballador sexual de l'any - Charlotte Rose[12]
- Website - Erotic Review[5]
- Escriptor - Brooke Magnanti (Sex Myths)[5]
- Terapista sexual - Sue Newsome[5]
- Escàndal tabloide - Benedict Garrett[5]

### 2014
- Activista - Cari Mitchell[13]
- Devoció a la causa (Premi Especial) - Laura Lee[13]
- Pioner - Treballador sexuals Opera[13]
- Artista de Perfomance Eròtic - Dominic Master[13]
- Publicista/Escriptor - Frankie Mullin[13]
- Treballador sexual - Nikita[13]
- Especialista - Annabel Newfield[13]
- Stripper - Lou Safire[13]
- Professional de Suport / Aliat - National Ugly Mugs[13]
- Voluntari – Special Premi Outsiders - Jamie Willmott[13]

### 2015
- Activista de l'any - Stacey Clare[14]
- Premi Especial del Jurat pel treball Internacional - COSWAS (Collective of Treballador sexuals and Supporters)[14]
- Aliat de l'any - Clare de Than[14]
- Esdeveniment de l'any - The Summer House Weekend[14]
- Artista de Perfomance de l'any - Rex Denial[14]
- Pioner de l'any - Laura Lee[14]
- Publicista de l'any - Pandora Blake[14]
- Treballador sexual de l'any (joint) - Seani Love[14]
- Treballador sexual de l'any (joint) - Mistress Tytania[14]
- Educador Sexual Somàtic de l'any - Dr Betty Martin[14]
- Artista de Striptease de l'any - Sam Reynolds[14]

### 2016
- Educador Sexual Somàtic de l'any - Deej Juventin[15]
- Activist de l'any - Scottish Prostitutes' Education Project[15]
- Aliat de l'any - Georgina Perry[15]
- Esdeveniment de l'any - RIP Shoreditch[15]
- Voluntari Ousider de l'any - Vivien Abrahams[8]
- Performer de l'any - Danny Ash[15]
- Pioner de l'any - Ellen Heed[15]
- Publicista de l'any - Conner Habib[15]
- Treballador sexual de l'any - Saul Isbister[15]
- Artista de Striptease de l'any - The Stripping Shivas[15]
- Premi Multi Talent - Laura-Doe Harris[15]
- Premi a tota una vida - Barbara Carrellas[15]
- Premi a tota una vida - Dr. Joseph Kramer[15]
- Premi a tota una vida - Kenneth Ray Stubbs,[15] Ph.D

### 2017
- Activista de l'any - Dan Glass[16]
- Aliat de l'any - Amanda Gay Love[16]
- Esdeveniment de l'any - The London Porn Film Festival[16]
- Performer de l'any - Ellie Mason[16]
- Pioner de l'any - The Cocoa Butter Club[16]
- Publicista de l'any - Alix Fox & Dr Kate Lister (joint winners)[16]
- Proveïdor de Serveis Sexuals de l'any - Matt-at-Lotus & Rosie Enorah Heart (joint winners)[16]
- Sexòleg Somàtic de l'any - Ruby May[16]
- Stripper de l'any - Tequila Rose[16]
- Voluntari de l'any Premi Outsiders - Val Clarke[16]
- Premi a tota una vida Awards - John Constable aka John Crow[16]

### 2018
- Activista de l'any - Aderonke Apata[17]
- Aliat de l'any - Open Barbers[17]
- Esdeveniment de l'any - The Catwalk for Power, Resistance and Hope[17]
- Performer de l'any - Fran Bushe - Ad Libido[17]
- Pioner de l'any - Mollena Williams-Haas[17]
- Publicista de l'any - Erika Moen & Juno Roche (joint winners)[17]
- Treballador secual de l'any - Madame Caramel[17]
- Sexòleg somàtic de l'any - Tami Kent[17]
- Stripper de l'any - Joana Nastari[17]
- Premi a tota una vida Awards - Dominic Ravies[17]

### 2019
- Activist de l'any - Carolina BloggerOnPole[18]
- Aliat de l'any - The Consent Collective[18]
- Esdeveniment de l'any - UK Black Pride (UKBP)[18]
- Performer de l'any - Chiyo Gomes[18]
- Pioner de l'any - Florence Schechter[18]
- Publicista de l'any - Gigi Engle[18]
- Treballador Sexual de l'any - Sir Claire Black[18]
- Sexòleg Somàtic de l'any - Caffyn Jesse[18]
- Stripper de l'any - Sasha Diamond[18]
- Voluntari Ousider de l'any - Emma Buckett[18]
- Premi a tota una vida - Michael Ross-Turner[18]